# Clube de Regatas Boqueirão do Passeio
Clube de Regatas Boqueirão do Passeio é uma agremiação esportiva brasileira fundada a 21 de abril de 1897 na cidade do Rio de Janeiro. Em 1912, o Boqueirão do Passeio foi escolhido pelo Jornal do Brasil em pesquisa como a mais importante sociedade esportiva do Rio de Janeiro e Niterói.

## História

Escudo antigo

Já foi um dos maiores clubes multi-esportivos do Rio de Janeiro e, mesmo sem ter muito sucesso no futebol, foi eleito o quinto clube mais popular da cidade em uma pesquisa feita pelo jornal Correio da Manhã na década de 20.
Na década de 1910 o Boqueirão criou seu departamento de futebol e inscreveu-se na liga com o nome de Boqueirão do Passeio Football Club, o que levou alguns pesquisadores a achar que se tratavam de duas equipes diferentes. O time de futebol atuava na segunda divisão. Além do futebol, o clube também colecionava sucessos em outros esportes coletivos como o remo, vôleibol e basquete.
Em 1915, disputou a segunda divisão do Campeonato Carioca, ficando na quinta colocação entre sete equipes.
Em 1916, disputou a segunda divisão do Campeonato Carioca repetindo a mesma colocação do ano anterior.[carece de fontes?] No início da temporada, o Boqueirão disputou partida amistosa contra o Vasco da Gama, vencendo por 8-0, na qual seria a primeira partida da história do clube cruzmaltino.
Em 1917, fica na quinta colocação entre nove equipes.
Em 1918, é rebaixado para a terceira divisão por não ter disputado a segunda.

Paulistano

O Paulistano Foot-Ball Club (preto e branco), do centro da cidade, disputou apenas uma única vez o campeonato carioca da 1a divisão em 1912 pela Associação de Football do Rio de Janeiro. Em 1912, houve dois campeonatos de ligas diferentes. Em abril de 1915, foi incorporado pelo Clube de Regatas Boqueirão do Passeio, para que este pudesse participar da Liga Metropolitana.
A partir do ano de 2005, graças ao esforço de um grupo de sócios liderados por Luiz Losada, deu-se início ao resgate das raízes futebolísticas do C.R. Boqueirão do Passeio, através da criação de uma escolinha de futebol de salão que deu origem as equipes infantis que hoje disputam campeonatos metropolitanos nas categorias fraldinha, pré-mirim, mirim e infantil.
Mantém sede social no bairro da Glória, na zona sul da cidade.
Em 2011, a entidade multi-esportiva através de seu Presidente Mário Lúcio Emerenciano retornou as atividades náuticas, através do Projeto " Esportes a Remo do Clube de Regatas Boqueirão do Passeio, sendo desenvolvido no Estádio de Remo da Lagoa Rodrigo de Freitas, obtendo em 2013 o título de Campeão Sulamericano de Canoagem e Paracanoagem em Val paraíso no Chile, Campeão Brasileiro de Canoagem e Paracanoagem no mesmo ano, iniciado no caiaque o paratleta Caio Ribeiro, que anos mais a frente nos Jogos Paraolímpicos entraria para história com a primeira Medalha da Canoagem.
O Clube de Regatas Boqueirão do Passeio, implementou projetos sócio esportivos na Lagoa Rodrigo de Freitas, que além do resultado em sulamericanos, panamericanos e nas Paraolímpiadas, já em 2017 obteve duas medalhas no Campeonato Brasileiro de Canoagem e Paracanoagem ( modalidades olímpica e paraolímpica), com os paratletas Davi Carvalho de apenas 21 anos, e a paratleta Angel Moraes de incríveis 15 anos, sendo a mais nova paratleta a ganhar uma medalha em um Campeonato Brasileiro de Canoagem.
O Projeto de Esportes a Remo do CRBP, desenvolve alunos da rede pública de ensino, através do projeto EPC - Escola Pública de Canoagem, pode ser acompanhada pela página Paddle CLub Lagoa - CRBP e pela hashtag #crbp e #epc.

## Pólo Aquático
O clube foi uma das forças mais importantes dos anos antigas do water polo, como foi chamado o pólo aquático, na cidade do Rio de Janeiro. O clube ganhou o Campeonato Carioca de Pólo Aquático em sete ocasiões.
- Campeonato Carioca de Pólo Aquático: 1918, 1920, 1921, 1924, 1925, 1926 e 1927.

## Remo
O clube foi uma das forças mais importantes do remo até a década de 1920, na cidade do Rio de Janeiro. O clube ganhou o Campeonato Carioca de Remo em quatro ocasiões.
- Campeonato Carioca de Remo: 1901, 1903, 1925 e 1926.